# 蝴蝶 (2004年電影)
《蝴蝶》是一部由香港女導演麥婉欣執導的同性戀題材的影片，由何超儀、田原、陈逸宁和葛民輝主演。該片獲選為第六十一屆威尼斯國際電影節國際影評人週部分的閉幕電影，並於當年12月2日在香港公映。獲選為2004年香港同志影展開幕片。劇本改編自台灣作家陳雪的小說《蝴蝶的記號》。本片被認為是香港第一部由異性戀導演拍攝的嚴肅女同志影片。

## 奖项
- 2004年11月 台灣第41屆金馬獎『最佳新人獎』提名（田原），『最佳改编剧本』提名（麥婉欣）
- 2005年2月 香港第10屆金紫荊獎『最佳女配角』提名（田原）
- 2005年3月 第24屆香港電影金像獎『最佳新演員』獎（田原）

## 資料來源
1. ↑   陳碧月. . 台灣: 秀威資訊. 2010-07-01: 247. ISBN 9789862215418 （中文（繁體））.